# Syacium maculiferum
Syacium maculiferum is een  straalvinnige vissensoort uit de familie van schijnbotten (Paralichthyidae). De wetenschappelijke naam van de soort is voor het eerst geldig gepubliceerd in 1899 door Garman.
De soort staat op de Rode Lijst van de IUCN als Onzeker, beoordelingsjaar 2007.